# Adenophora izuensis
Adenophora izuensis là loài thực vật có hoa trong họ Hoa chuông. Loài này được H.Ohba & S.Watan. mô tả khoa học đầu tiên năm 1998.